# Acanthephippium pictum
Acanthephippium pictum är en orkidéart som beskrevs av Noriaki Fukuyama. Acanthephippium pictum ingår i släktet Acanthephippium och familjen orkidéer. Inga underarter finns listade i Catalogue of Life.